# Банбери, Клинтон
Кли́нтон Дуа́йт «Клинт» Ба́нбери (англ. Clinton Dwight "Clint" Banbury; 31 октября 1949, Уолсли Канада) — канадский конник, участник летних Олимпийских игр в индивидуальном и командном троеборье, чемпион Панамериканских игр 1971 года.

## Спортивная биография
Заниматься конным спортом Клинт Банбери начал в Саскачеване. В 1971 году стал чемпионом Панамериканских игр в командном троеборье и серебряным призёром в личном первенстве. На Играх выступал на лошади Paladin.
На летних Олимпийских играх 1972 года в Мюнхене Клинтон Банбери принял участие в троеборье. В личном троеборье канадец не смог закончить кросс и вынужден был завершить своё выступление на играх. В командном троеборье сборная Канады не смогла завершить выступление, поскольку двое из четырёх участников не завершили программу троеборья. На играх Банбери выступал на лошади Paladin.